# Balbina Battelino Baranovič
Balbina Battelino Baranovič, slovenska gledališka režiserka, * 1. november 1921 Dunaj, † 1. september 2015, Reka.

## Življenje
Odločila se je za študij gledališke zgodovine in novinarskih praks na Dunaju. Njeno bivanje v tujini je vsekakor vplivalo na to, da se je spoznala s sodobnimi kulturnimi smernicami in tujimi avtorji. Diplomirala je na Akademiji za igralsko umetnost v Ljubljani iz gledališke režije. Bila je prva diplomirana režiserka na območju bivše Jugoslavije.

## Delo
Po zaključenem študiju je prevzela vodenje Prešernovega gledališča v Kranju. Kasneje je režirala v Mestnem gledališču Celje in tam poskusila uprizoritveno obliko gledališča v krogu, to uprizoritveno obliko je spoznala, ko je študirala v Parizu. Ta oblika spreminja razmerje med gledalci in igralci, kakršno je vzpostavljeno v tradicionalnem iluzionističnem gledališču. To je storila prva, tako v Sloveniji, kot tudi v takratni Jugoslaviji.  
V Šentjakobskem gledališču Ljubljana se je podpisala pod režijo gledaliških predstav Klopčič v gledališki sezoni 1954/55, Uspavanka in Jara meščanka v gledališki sezoni 1955/56 in Za narodov blagov v gledališki sezoni 1956/57.  
V Viteški dvorani Križank je leta 1955 ustanovila Eksperimentalno gledališče. Delovalo med leti 1955-1967. Poleg Eksperimentalnega gledališča in Mladinskega gledališča je režirala tudi v Drami SNG Ljubljana, v Mestnem gledališču Ljubljana, v Drami SNG Maribor in tudi v Slovenskem gledališču Trst. Leta 1960 je bila med ustanovitelji Festivala malih in eksperimentalnih odrov (MESS) v Sarajevu. 
Istega leta je ustanovila in vodila tudi Mladinsko gledališče. Par let pozneje (1958) se je gledališče preselilo na oder Kina Soča za Bežigradom. Leta 1963 je Mladinsko gledališče zapustila. Balbina Battelino Baranovič je delovala tudi na radiu Trst in tam ustvarila več radijskih iger tako za otroke kot za odrasle. Potovala je po Združenih državah Amerike, tam je spoznala še več avtorjev in dobila številne ideje za nadaljnjo ustvarjanje. Ko se je vrnila domov pa se je soočila z velikim pomanjkanjem sredstev za kulturo in tako preizkušanje novih idej in tehnoloških zmožnosti ni bilo možno. V letih 1975–1981 je bila članica žirije Borštnikovega srečanja, po tem pa se je popolnoma umaknila iz gledališkega življenja. Tako je konec šestdesetih let prenesla svojo dejavnost na Radio Trst. Tam je delovala do leta 1984. Napisala in režirala je več radijskih iger za mlade. Potem se je preselila na Hrvaško in tam živela v Istri.

### Režije v Eksperimentalnem gledališču
Prva predstava, ki je bila uprizorjena v Eksperimentalnem gledališču je bila Thérèse Raquin, predstava po romanu Emila Zolaja. Predstva, ki je požela največje aplavze pa je bila: Poslednji dnevi Sokrata. Glavno vlogo v predstavi je imel Lojze Potokar. Uprizorile so se tudi predstave: Requiem za vlačugo avtorja Williama Faulknerja, Faust avtorja Johanna Wolfganga von Goetheja, Konec igre Samuela Becketta ...

### Ostale režije
Spletna stran Sigledal

## Nagrade
Balbina Battelino Baranovič je za svojo inovativnost v gledališču i marca 2015 prejela Veliki bršljanov venec Združenja dramskih umetnikov Slovenije (ZDUS) za življenjsko delo. 